# James Archey
James « Jimmy » Archey (né le 12 octobre 1902 à Norfolk en Virginie et mort le 16 novembre 1967) est un tromboniste de jazz américain.

## Discographie
- Mule face blues (avec King Oliver), 1930
- Carless Love (avec Mezz Mezzrow), 1955
- Jimmy Archey avec Michel Attenoux et son orchestre : Tiger rag, Texas moaner blues, Sensation, Christopher colombus, Swanee River, That's a plenty, enregistré le 27 janvier 1955 au studio Magellan, Paris). Collection « GITANES » Jazz in Paris, no 47
- 1951 : The Fabulous Sidney Bechet and His Hot Six With Sidney De Paris (Blue Note BLP 7020)
- 1953 : Dixie By The Fabulous Sidney Bechet  (Blue Note BLP 7026)